# Cyclosternum schmardae
Cyclosternum schmardae är en spindelart som beskrevs av Anton Ausserer 1871. Cyclosternum schmardae ingår i släktet Cyclosternum och familjen fågelspindlar. Inga underarter finns listade i Catalogue of Life.